# Rebutia spegazziniana

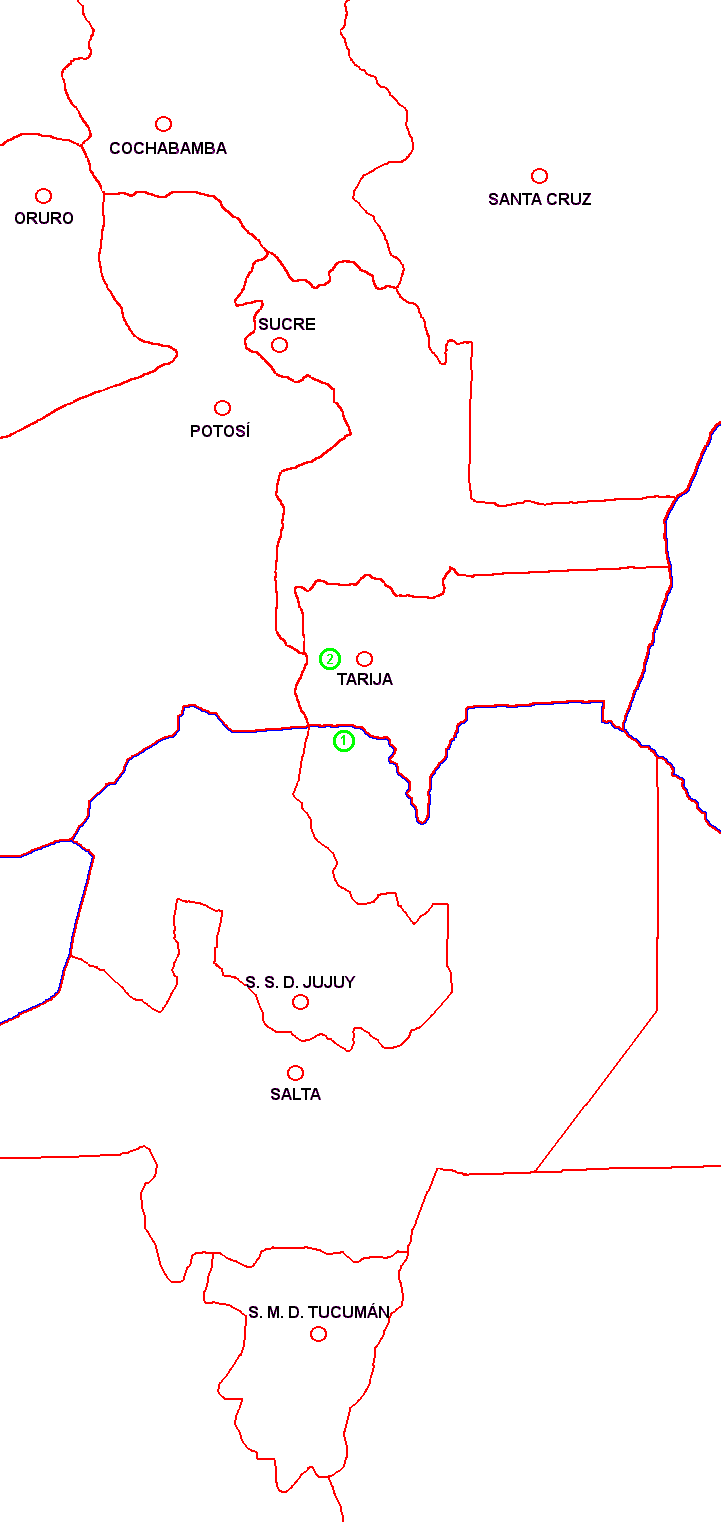
Mapa rozšíření R. spegazziniana var. spegazziniana

Rebutia spegazziniana je jeden ze starších druhů sekce Aylostera rodu rebucie, který je nápadný svými hojnými a pravidelně vytvářenými květy. Pojmenován byl na počest prof. dr. Carlose Spegazziniho, 1858 – 1926, botanika a ředitele biologického institutu a muzea La Plata, Argentina.

## Rebutia spegazzinianaBackeb. var.spegazziniana
Rebutia spegazziniana Backeberg, Der Kakteenfreund, 2: 6, 1933
Sekce Aylostera, řada Spegazziniana
Synonyma: 
- Aylostera spegazziniana (Backeb.) Backeb., Kaktus-ABC, p. 276, 1935

### Popis
Stonky krátce válcovité až sloupovité, asi 25 mm široké a 80 i více mm vysoké, od základu poněkud odnožující a později vytvářející malé trsy, se zesíleným kořenem, v kultuře poněkud větší a více odnožující, temeno snížené, pokryté jemnou bílou vlnou areol a mažloutlými až nahnědlými trny; pokožka světle šedozelená, při vyšším oslunění fialově nabíhající. Žeber 15 - 20, spirálovitě probíhající, zcela rozložená do kuželovitých, 2 - 3 mm vysokých hrbolků; areoly malé, podlouhlé, asi 5 mm navzájem vzdálené, trvale hustě světle rezavě hnědě plstnaté. Všechny trny jemné, pod lupou drsné, na bázi poněkud cibulovitě zesílené, okrajových trnů 12 - 15, paprskovitě roztažené, ponejvíce přímé, až 5 mm dlouhé, sklovitě světlé s tamvší špičkou až nažloutlé, do stran navzájem poněkud propletené; středové trny 2 (- 3), ponejvíce v areole nad sebou postavené, jen asi 2 – 3 mm dlouhé, tmavě hnědé, ven nebo šikmo nahoru směřující, nejhořejší nahoru směřující, podobný okrajovým, často chybí.
Květy hluboko postranní, až 45 mm dlouhé a 40 mm široké; květní lůžko malé, kulovité, asi 4 mm široké, vně bledě červenohnědé, s kopinatými, olivově zbarvenými šupinami s malým množstvím světlé vlny a 2 – 6 světlými štětinami na šupinu; květní trubka štíhle válcovitá, nahoře se nálevkovitě rozšiřující, asi 15 mm dlouhá, na spodních 10 mm stopkovitě srostlá s čnělkou, vně bledě červenohnědá, s několika téměř holými malými šupinami; vnější okvětní lístky obkopinaté, až 20 mm dlouhé a 5 mm široké, zaokrouhlené s malou špičkou, vně nazelenale karmínové; vnitřní okvětní lístky až 25 mm široké, 7 mm široké, nahoře zkosené s malou špičkou nebo zoubkované, zářivě červené; nitky v celé volné části trubky, bělavé, prašníky světle žluté; čnělka asi 27 mm dlouhá, z toho asi na 10 mm stopkovitě srostlá s trubkou, krémově zbarvená, blizna bledě žlutá, ramen blizny 5 - 6, málo roztažená, asi 2 mm dlouhá, bledě žlutá, přesahující nejvyšší prašníky. Plod kulovitý, asi 4 mm široký, s drobnými šupinkami se žlutou vlnou a 3 – 5 tuhými, 3 – 4 mm dlouhými nažloutlými ostnatými štětinami na šupinu. Semena podlouhle čepičkovitá, asi 1 mm široká, s okrouhlým, nahnědlým hilem, testa hnědočerná, jemně bradavčitá.

### Variety a formy
Roku 1951 popsal C. Backeberg jako Aylostera spegazziniana var. atroviridis rostliny s tmavší, namodrale šedozelenou pokožkou a slabšími světlejšími trny, která proti nominátní varietě s poněkud hrubšími a více hnědými trny zakrývajícími spíše žlutozelenou pokožku působí celkově zeleněji.
Rebutia spegazziniana byla objevena a dovezena C. Backebergem roku 1932, rostlina tohoto původu ze Städt. Sukkulentensammlung Zürich byla vyobrazena v práci H. Krainze (Die Kakteen, 1957). Barva trnů i areolové vlny může i na jedné a téže rostlině poněkud kolísat, jinak jsou rostliny tohoto starého původu značně jednotné. Později byly jako R. spegazziniana označeny sběry KK856, KK1978 (?), SE67, WR783, jako R. spegazziniana var. byly dále označeny sběry L412, WR492, WR654a (?), WR 920, WR 921, WR 922. Rostliny z těchto nových sběrů vykazují již podstatně větší rozdíly, a v některých případech není jejich zařazení zcela jednoznačné.

### Výskyt a rozšíření
Jako naleziště rostlin, podle kterých C. Backeberg R. spegazziniana popsal, bylo uvedeno: Severní Argentina, provincie Salta v nadmořské výšce 3500 m, na skalnatých horských vrcholcích. Novější nálezy přiřazovené k tomuto druhu pocházejí vesměs z argentinské provincie Salta a sousedícího bolivijského departamentu Tarija, u KK 856 můžeme nalézt Salta, 2900 m, u WR 783 Salta, Santa Victoria, u KK1978 Bolívie, Tarija, Sama, 2800 m, u SE67 Bolívie, Abra de Sama, 3850 m. Rovněž sběry označené jako R. spegazziniana var. pocházejí buď z argentinské provincie Salta (WR920 Cienegillas, WR921 Alto Espana) nebo bolivijského departamentu Tarija (KK1978 Sama, 2800 m, L412 Mendez, u cesty do Cajas, 2800m, WR492 Mendez, Iscayachi, WR654a Tarija – Iscayachi, Sama, WR922 Rio Bermejo).